# Houkání sovy
Houkání sovy (v originále Le Cri du hibou) je francouzský hraný film z roku 1987, který režíroval Claude Chabrol podle stejnojmenného románu Patricie Highsmith. Snímek měl světovou premiéru dne 28. října 1987.

## Děj
Po odloučení od své manželky přijíždí Robert do Vichy, kde se seznámí s Juliette. Juliettin snoubenec Patrick začne žárlit a napadne Roberta. Když Patrick jednoho dne zmizí, Robert se stane hlavním podezřelým.

## Obsazení
| Christophe Malavoy | Robert             |
| Mathilda May       | Juliette           |
| Jacques Penot      | Patrick            |
| Jean-Pierre Kalfon | komisař            |
| Virginie Thévenet  | Véronique          |
| Patrice Kerbrat    | Marcello           |
| Jean-Claude Lecas  | Jacques            |
| Agnès Denèfle      | Suzie              |
| Victor Garrivier   | lékař              |
| Jacques Brunet     | otec               |
| Charles Millot     | ředitel            |
| Yvette Petit       | Robertova sousedka |
| Dominique Zardi    | Robertův soused    |
| Gérard Croce       | policista          |
| Henri Attal        | policista          |
| Albert Dray        | policista          |
| Nadine Hoffman     | Josette            |
| Isabelle Charraix  | paní Tessierová    |
| Gilles Dreu        | pan Tessier        |
| Laurent Picaudon   | číšník             |
| Christian Bouvier  | vedoucí hotelu     |

## Ocenění
- César: nejslibnější herečka (Mathilda May)